# Nili (provinshuvudstad)
Nili (persiska: نیلی) är administrativ huvudort för provinsen Daykondi i Afghanistan. Den ligger i den centrala delen av landet, i bergsområdet Hindukush. Nili och provinsen Daykondi ligger i en region kallad Hazarajat, eller Hazaristan, där de flesta invånare är persisktalande hazarer. Orten beräknades 2015 ha mellan 15 000 och 18 000 invånare.
År 2009 blev Azra Jafari Afghanistans första kvinnliga borgmästare när hon tillträdde posten i Nili.